# Lijst van gemeentelijke monumenten in Arnhem/Klingelbeek
Klingelbeek, een wijk in de gemeente Arnhem, kent 28 gemeentelijke monumenten. Hieronder een overzicht.

## Klingelbeek
De buurt Klingelbeek kent 21 gemeentelijke monumenten:
| Object                                                       | Bouwjaar         | Architect          | Locatie              | Coördinaten                   | Nr.         | Afbeelding                                                   |
| ------------------------------------------------------------ | ---------------- | ------------------ | -------------------- | ----------------------------- | ----------- | ------------------------------------------------------------ |
|                                                              | 1894             |                    | Klingelbeekseweg 1   | 51° 58' 59" NB, 5° 52' 38" OL | 0202/WN0694 |                                                              |
| Woonhuis                                                     | 1894, circa 1930 |                    | Klingelbeekseweg 3   | 51° 58' 59" NB, 5° 52' 38" OL | 0202/WN0695 | Woonhuis                                                     |
| Landhuis Klingelbeek                                         | 1780, circa 1870 |                    | Klingelbeekseweg 23  | 51° 58' 51" NB, 5° 52' 31" OL | 0202/WN0696 | Landhuis Klingelbeek                                         |
| T-boerderij                                                  | 1850, circa 1880 |                    | Klingelbeekseweg 134 | 51° 58' 52" NB, 5° 52' 13" OL | 0202/WN0697 | Meer afbeeldingen                                            |
| T-boerderij                                                  | 1850             |                    | Klingelbeekseweg 136 | 51° 58' 52" NB, 5° 52' 12" OL | 0202/WN0698 | T-boerderij                                                  |
| Woonhuis                                                     | circa 1915       |                    | Hulkesteinseweg 9    | 51° 58' 58" NB, 5° 52' 48" OL | 0202/WN1005 | Woonhuis                                                     |
| Vrijstaande woning                                           | 1953             |                    | Hulkesteinseweg 21   | 51° 58' 56" NB, 5° 52' 40" OL | 0202/WN1006 | Vrijstaande woning                                           |
| Woonhuis                                                     | 1915, circa 1905 |                    | Onderlangs 13        | 51° 59' 1" NB, 5° 53' 3" OL   | 0202/WN1513 | Woonhuis                                                     |
| Woonhuis                                                     | 1915, circa 1905 |                    | Onderlangs 14        | 51° 59' 1" NB, 5° 53' 3" OL   | 0202/WN1514 | Woonhuis                                                     |
| Woonhuis                                                     | 1915, 1905-1910  |                    | Onderlangs 28        | 51° 59' 1" NB, 5° 52' 60" OL  | 0202/WN1515 | Woonhuis                                                     |
| Schakelkast                                                  |                  |                    | Utrechtseweg 165     | 51° 59' 0" NB, 5° 52' 43" OL  | 0202/WN1830 | Schakelkast                                                  |
| Villa                                                        | 1890, 1890-1900  |                    | Utrechtseweg 167     | 51° 58' 59" NB, 5° 52' 42" OL | 0202/WN1831 | Villa                                                        |
| Villa                                                        | 1910, 1910-1915  |                    | Utrechtseweg 171     | 51° 58' 59" NB, 5° 52' 40" OL | 0202/WN1832 | Villa                                                        |
| Woonhuis                                                     | 1894, 1905-1910  |                    | Utrechtseweg 177     | 51° 58' 59" NB, 5° 52' 38" OL | 0202/WN1834 | Woonhuis                                                     |
| Dubbel woonhuis                                              | 1910, circa 1915 |                    | Utrechtseweg 197     | 51° 58' 60" NB, 5° 52' 33" OL | 0202/WN1835 | Dubbel woonhuis                                              |
| Dubbel woonhuis                                              | 1910             |                    | Utrechtseweg 199     | 51° 58' 60" NB, 5° 52' 33" OL | 0202/WN1836 | Dubbel woonhuis                                              |
| Arnhems Buiten: Bedrijfsrestaurant van De Zoetenlaboratorium | 1952             |                    | Utrechtseweg 310 B42 | 51° 59' 7" NB, 5° 52' 11" OL  | 0202/WN1845 | Arnhems Buiten: Bedrijfsrestaurant van De Zoetenlaboratorium |
| Arnhems Buiten: Dienstgebouw van De Zoetenlaboratorium       | 1939             | G.T. Hamerpagt (?) | Utrechtseweg 310 B42 | 51° 59' 6" NB, 5° 52' 17" OL  | 0202/WN1846 | Arnhems Buiten: Dienstgebouw van De Zoetenlaboratorium       |
| Arnhems Buiten: Commandogebouw                               | 1956             |                    | Utrechtseweg 310 B42 | 51° 59' 3" NB, 5° 52' 12" OL  | 0202/WN1847 | Arnhems Buiten: Commandogebouw                               |
| Arnhems Buiten: Kortsluitlaboratorium                        | 1956             |                    | Utrechtseweg 310 B42 | 51° 59' 11" NB, 5° 52' 17" OL | 0202/WN1848 | Arnhems Buiten: Kortsluitlaboratorium                        |
| Arnhems Buiten: Montagehallengebouw                          | 1957             |                    | Utrechtseweg 310 B42 | 51° 59' 11" NB, 5° 52' 20" OL | 0202/WN1849 | Arnhems Buiten: Montagehallengebouw                          |

## Het Dorp, Mariëndaal
De buurt Het Dorp, Mariëndaal kent 7 gemeentelijke monumenten:
| Object                                                          | Bouwjaar         | Architect | Locatie                 | Coördinaten                   | Nr.         | Afbeelding                                                      |
| --------------------------------------------------------------- | ---------------- | --------- | ----------------------- | ----------------------------- | ----------- | --------------------------------------------------------------- |
| Vrijstaande woning Landgoed Mariendaal                          | circa 1845-1880  |           | Diependalseweg 1        | 51° 59' 15" NB, 5° 52' 37" OL | 0202/WN0399 | Vrijstaande woning Landgoed Mariendaal                          |
| Woonhuis met bedrijfsgedeelte (tuinmanswoning Landgoed Rosorum) | 1905, circa 1910 |           | Weg langs Klim en Dal 1 | 51° 59' 26" NB, 5° 53' 12" OL | 0202/WN2018 | Woonhuis met bedrijfsgedeelte (tuinmanswoning Landgoed Rosorum) |
| Grenspaal                                                       | 1756             |           | Utrechtseweg 310 B02    | 51° 59' 14" NB, 5° 51' 49" OL | 0202/WN1841 | Grenspaal                                                       |
| Grenspaal                                                       | 1983             |           | Utrechtseweg 310 B02    | 51° 59' 7" NB, 5° 51' 48" OL  | 0202/WN1840 | Grenspaal                                                       |
| Grenspaal                                                       | 1756             |           | Utrechtseweg 310 B02    | 51° 59' 16" NB, 5° 51' 50" OL | 0202/WN1842 | Grenspaal                                                       |
| Grenspaal                                                       | 1756             |           | Utrechtseweg 310 B02    | 51° 59' 28" NB, 5° 51' 45" OL | 0202/WN1843 | Grenspaal                                                       |
| Grenspaal                                                       | 1756             |           | Utrechtseweg 310 B02    | 51° 59' 29" NB, 5° 51' 45" OL | 0202/WN1844 | Grenspaal                                                       |